# Hoesdorf
Hoesdorf (luxembourgeois : Héischdref) est une section de la commune luxembourgeoise de Reisdorf située dans le canton de Diekirch.

## Géographie
Hoesdorf est délimité à l’est par l’Our, un affluent de la Sûre, qui forme à cet endroit la frontière allemande.